# Estadio Centenario
Az Estadio Centenario Uruguay fővárosában, Montevideóban található többfunkciós stadion. Az uruguayi labdarúgás fellegvárában a válogatott és a Peñarol labdarúgó mérkőzései mellett, több sporteseményt és koncerteket is rendeznek. A létesítményben egy általános iskola és egy rendőrség is található, valamint a Celeste sikereinek emlékét őrző múzeum.
A stadiont 1930-ban adták át Uruguay független alkotmányának 100 éves ünnepére. Nézőterének befogadóképessége 76 609 fő.

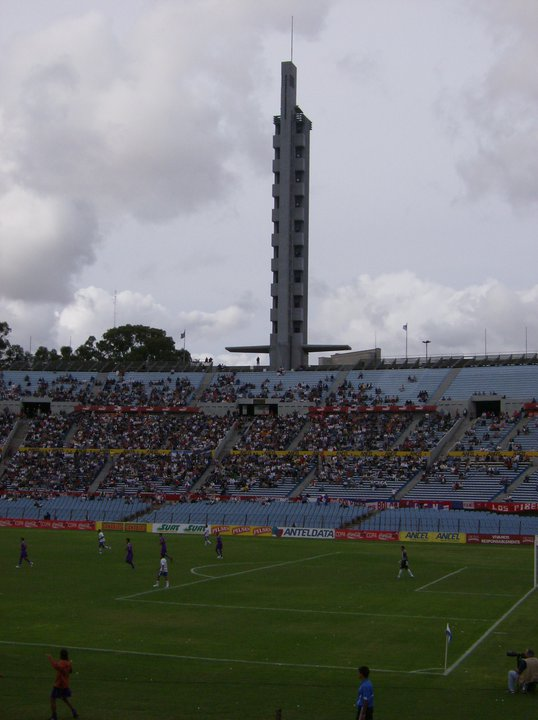
Olimpiai lelátó

Ez a stadion volt az 1930-as labdarúgó-világbajnokság központi helyszíne, bár a munkálatok végleges befejezésére, a torna megkezdését követő ötödik napig kellett várni a mostoha időjárás miatt. Addig a többi mérkőzést a főváros kisebb  stadionjaiban játszották le. Tíz csoportselejtező mérkőzést, az elődöntőket, valamint az Uruguay-Argentína döntő találkozót is itt rendezték.
A Centenario egy különös kabalája is egyben Uruguaynak, hiszen fennállása óta, mindössze egyetlen vereséget szenvedett hivatalos mérkőzésen a Celeste, ősi riválisuk a Brazília révén. Európai csapat még soha nem nyert a stadionban.
A Peñarol labdarúgó csapata bérli a komplexumot, de alkalomadtán a rivális Nacional együttese is itt rendezi találkozóit.
A FIFA értékelése szerint a stadion hasonló értéket képvisel, mint a brazil Maracanã, az angol Wembley, az olasz San Siro, a mexikói Azték stadion vagy a spanyol Santiago Bernabéu stadion.